# Bicladus metacrini
Bicladus metacrini är en plattmaskart. Bicladus metacrini ingår i släktet Bicladus och familjen Umagillidae. Inga underarter finns listade i Catalogue of Life.